# St. Maria Magdalena (Urspring)

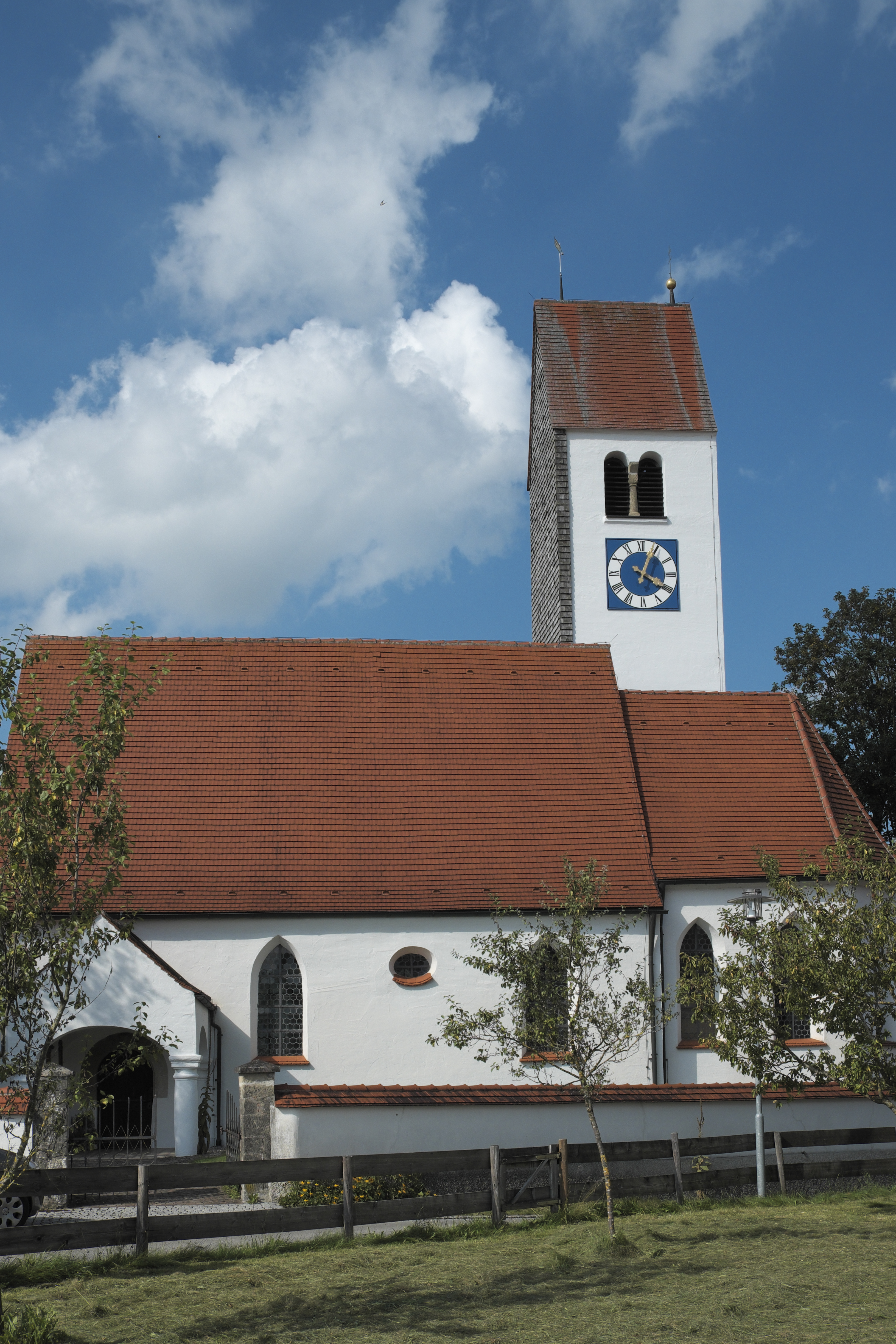
Kirche St. Maria Magdalena

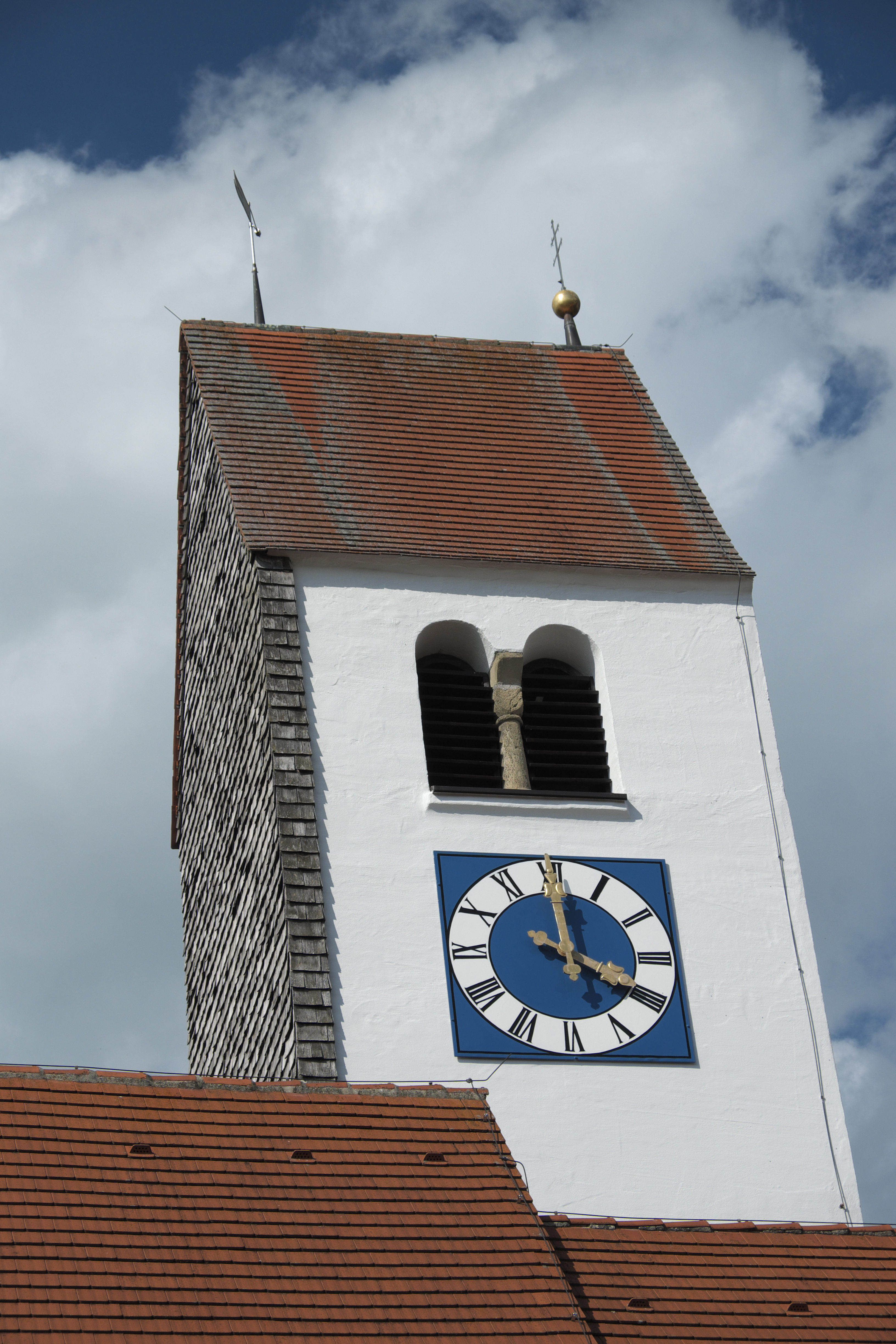
Turm

Die katholische Filialkirche St. Maria Magdalena in Urspring, einem Ortsteil der Gemeinde Steingaden im oberbayerischen Landkreis Weilheim-Schongau, geht auf einen romanischen Kirchenbau zurück, der im 15./16. Jahrhundert im Stil der Spätgotik verändert wurde. Eine Besonderheit der Kirche stellen die monochromen Malereien der acht Kreuzwegstationen an der Emporenbrüstung dar.

## Architektur

### Außenbau
Im nördlichen Chorwinkel erhebt sich der mit einem Satteldach gedeckte Glockenturm. Er wird im oberen Stockwerk von einem rundbogigen Zwillingsfenster durchbrochen, das in der Mitte auf einer Säule mit einem Würfelkapitell aufliegt.
An die Südseite der Kirche schließt sich eine quadratische, nach Süden und Osten offene Vorhalle, auch als Vorzeichen bezeichnet, an. Sie wird von Säulen mit dorischen Kapitellen getragen und führt zum Portal. Der Sandsteinbogen über dem Eingang geht noch auf den romanischen Kirchenbau zurück. Er ist mit einem Widderkopf und zwei Löwen skulptiert, darunter sieht man Rosetten mit Stern und Flechtband.

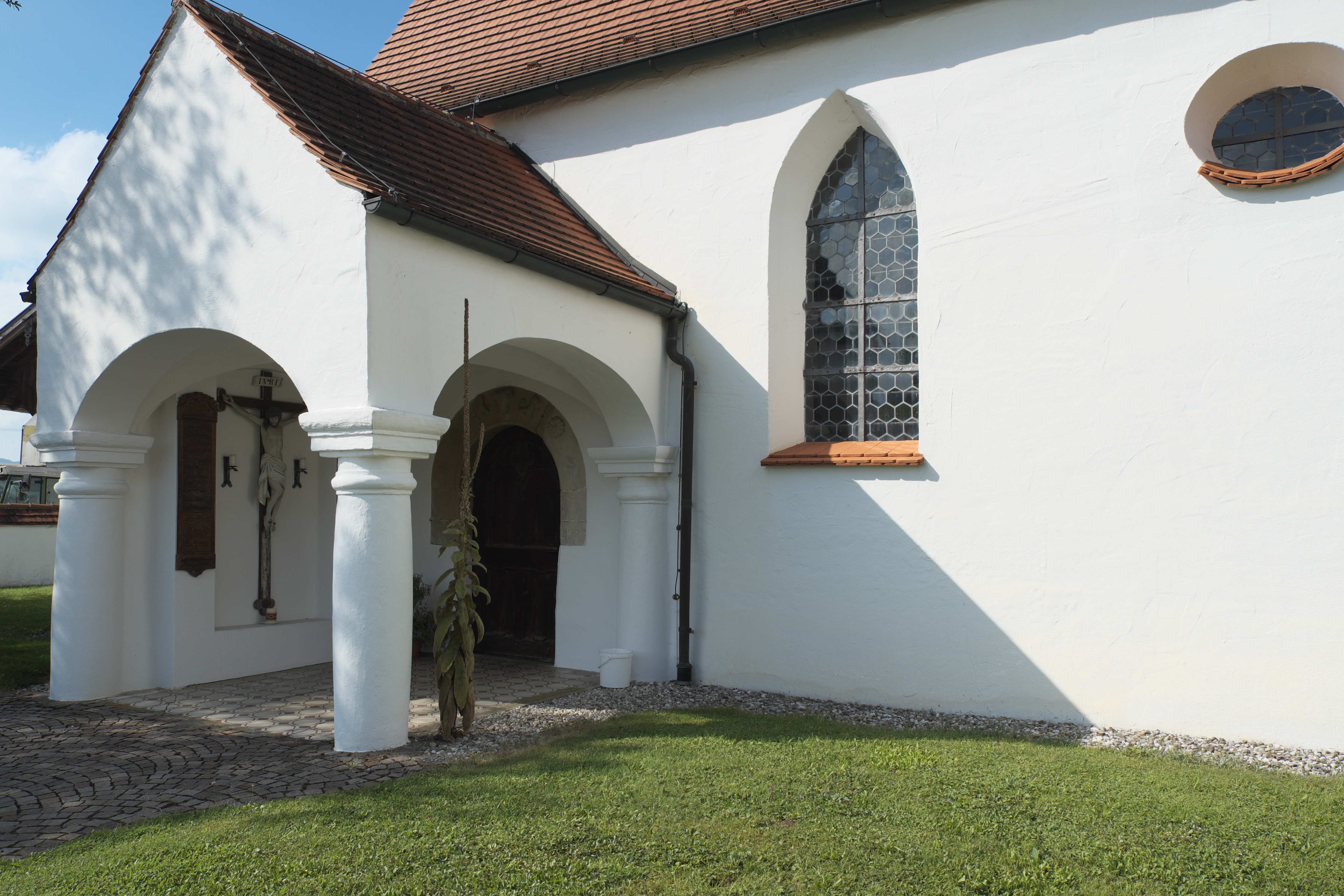
Vorzeichen
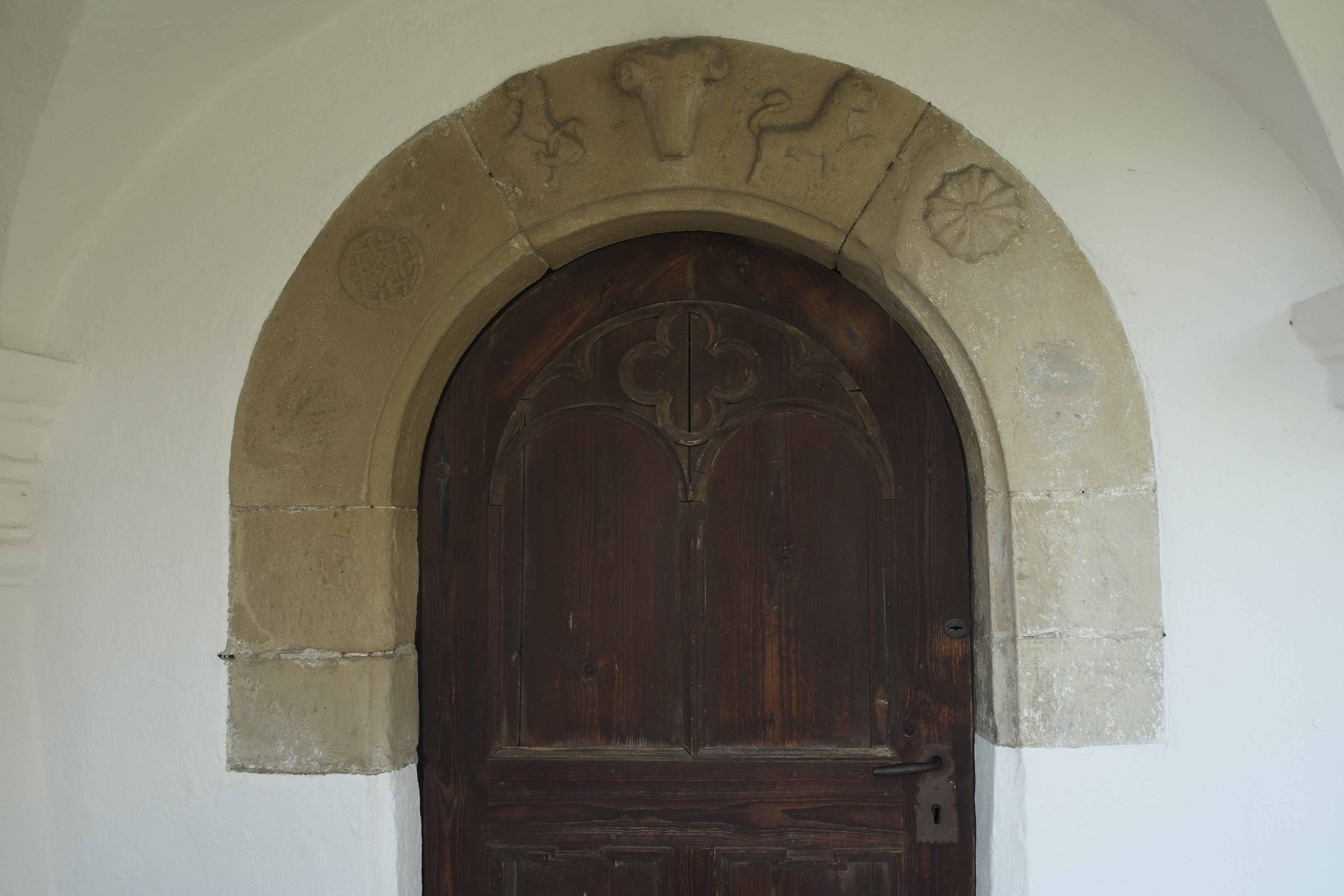
Portal
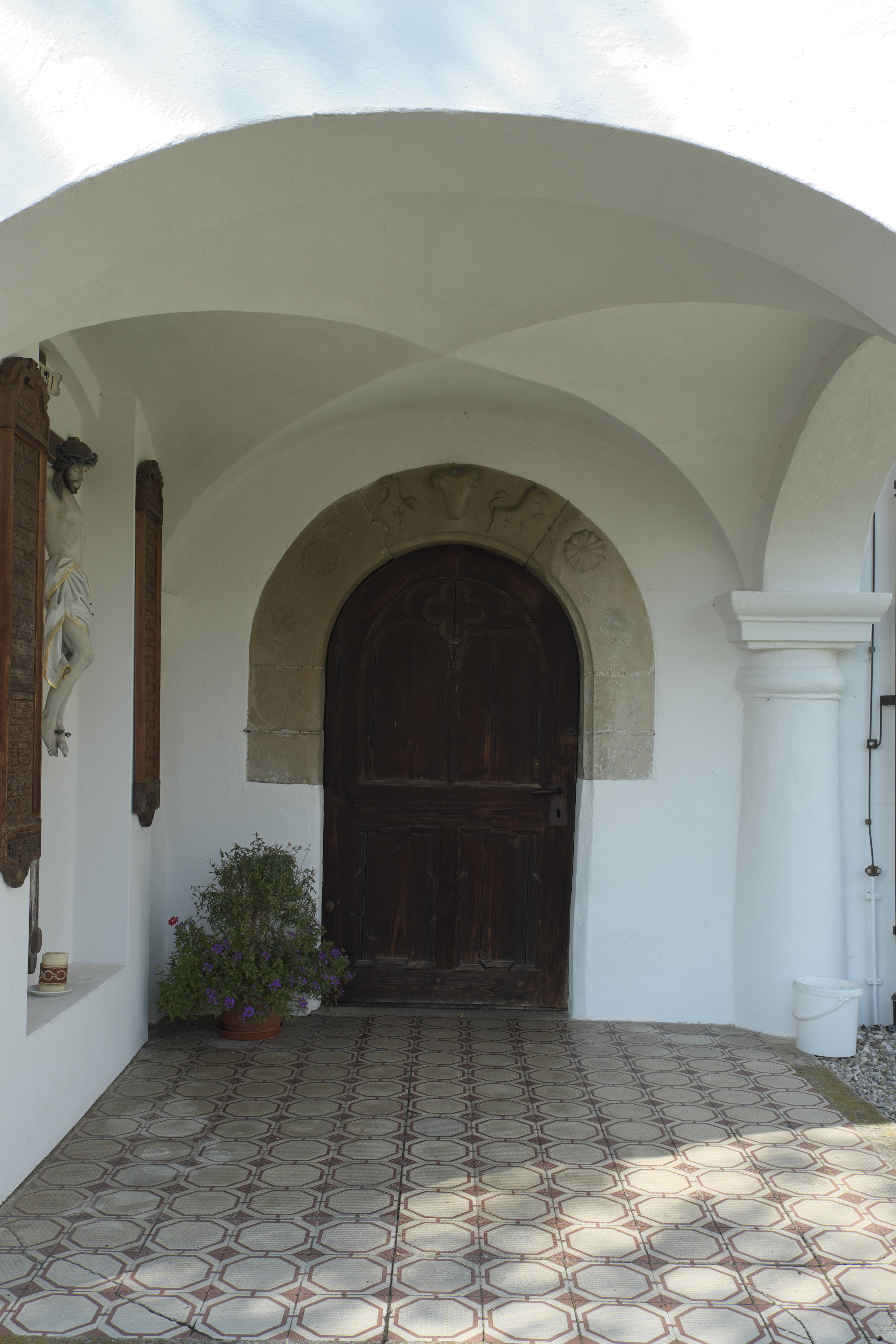
Portal

### Innenraum

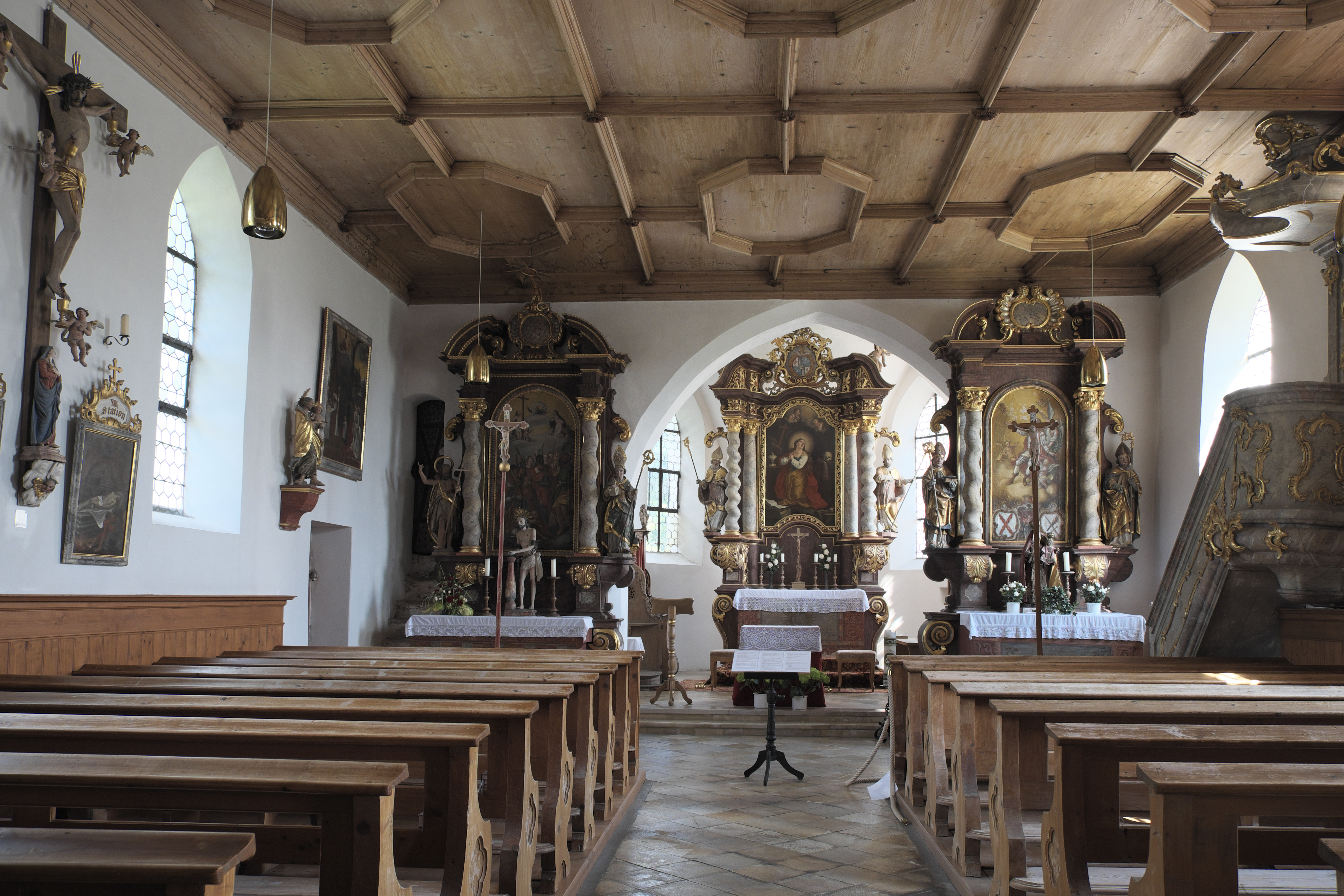
Innenraum

Die Kirche ist als Saalbau angelegt. Das Langhaus wird von einer kassettierten Holzdecke gedeckt und öffnet sich in einem weiten, gebrochenen Bogen zum leicht eingezogenen, um zwei Stufen erhöhten Chor. Der Chor wird durch hohe Spitzbogenfenster beleuchtet und schließt mit einem Dreiachtelschluss.
Im Erdgeschoss des Turms ist die Sakristei eingerichtet, zu der vom Chor eine Rundbogentür mit Eisenbeschlag führt. Neben dem linken Seitenaltar führen steinerne Stufen zu einer schmalen Tür, dem Zugang zum Turm. An der Nordseite des Langhauses ist eine stillgelegte Eingangstür mit hölzernem Schlosskasten erhalten.

## Emporenbilder

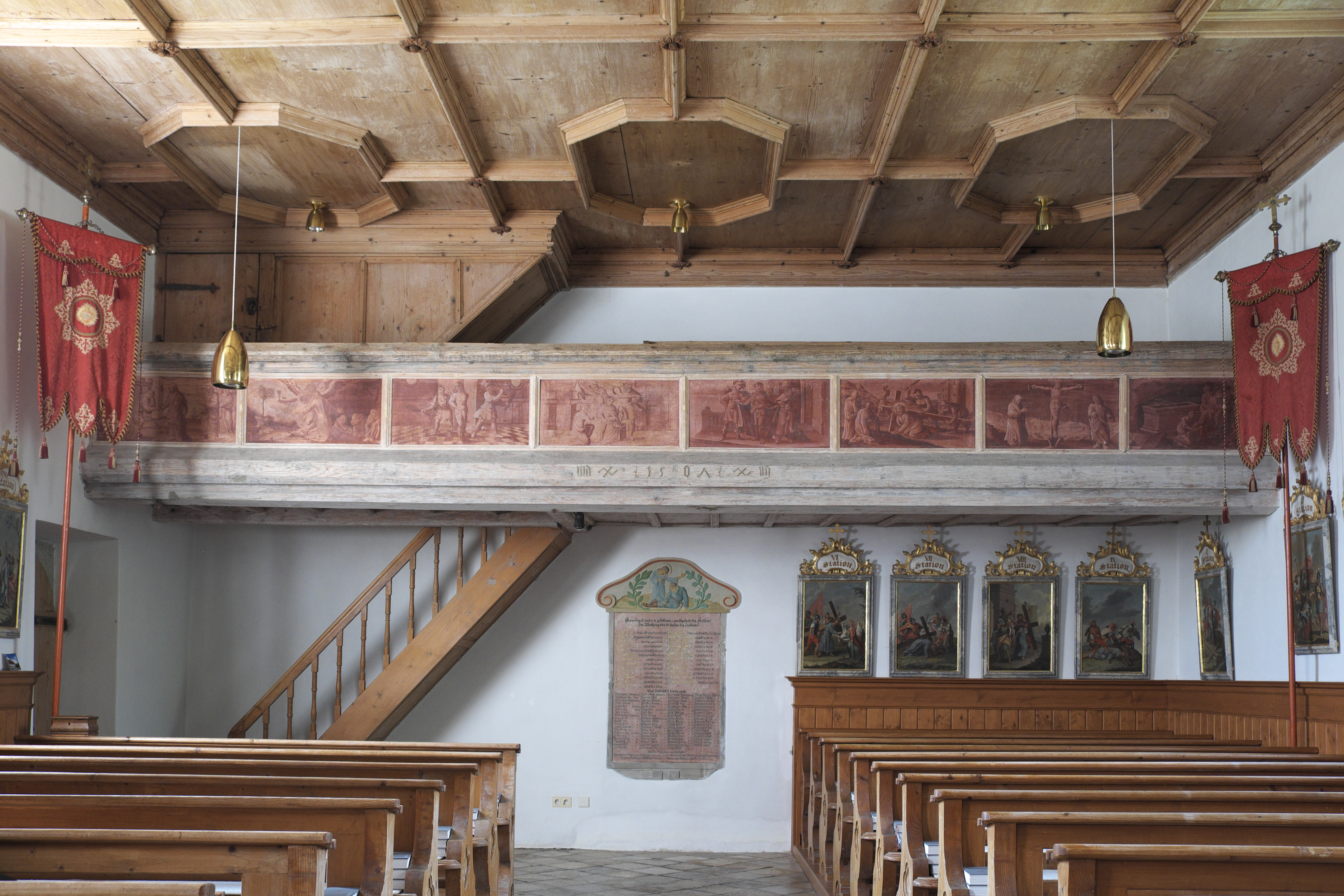
Westempore

Die hölzerne Westempore ist mit der Jahreszahl 1507 bezeichnet und weist die Signatur „mang“ auf. An der Emporenbrüstung sind acht Bildtafeln mit Emporenmalerei erhalten, auf denen in monochromer Malerei die Kreuzwegstationen dargestellt sind. Die erste Station schildert den Abschied Jesu von seiner Mutter vor seinem Einzug in Jerusalem. 
Die Szene bezieht sich auf das Evangelium der Maria, eine apokryphe, nicht in die Bibel aufgenommene Schrift des Neuen Testaments, wobei Maria mit Maria Magdalena, der Kirchenpatronin, gleichgesetzt wird. Die nächsten Stationen sind: Jesus am Ölberg, Geißelung, Dornenkrönung und Ecce homo. In der sechsten Station sind die Begegnung mit den weinenden Frauen Jerusalems, der Fall Jesu unter der Last des Kreuzes und die Unterstützung durch Simon von Cyrene, der Jesus hilft, das Kreuz zu tragen, zusammengefasst. Es folgen die Kreuzigung und die Grablegung Jesu.

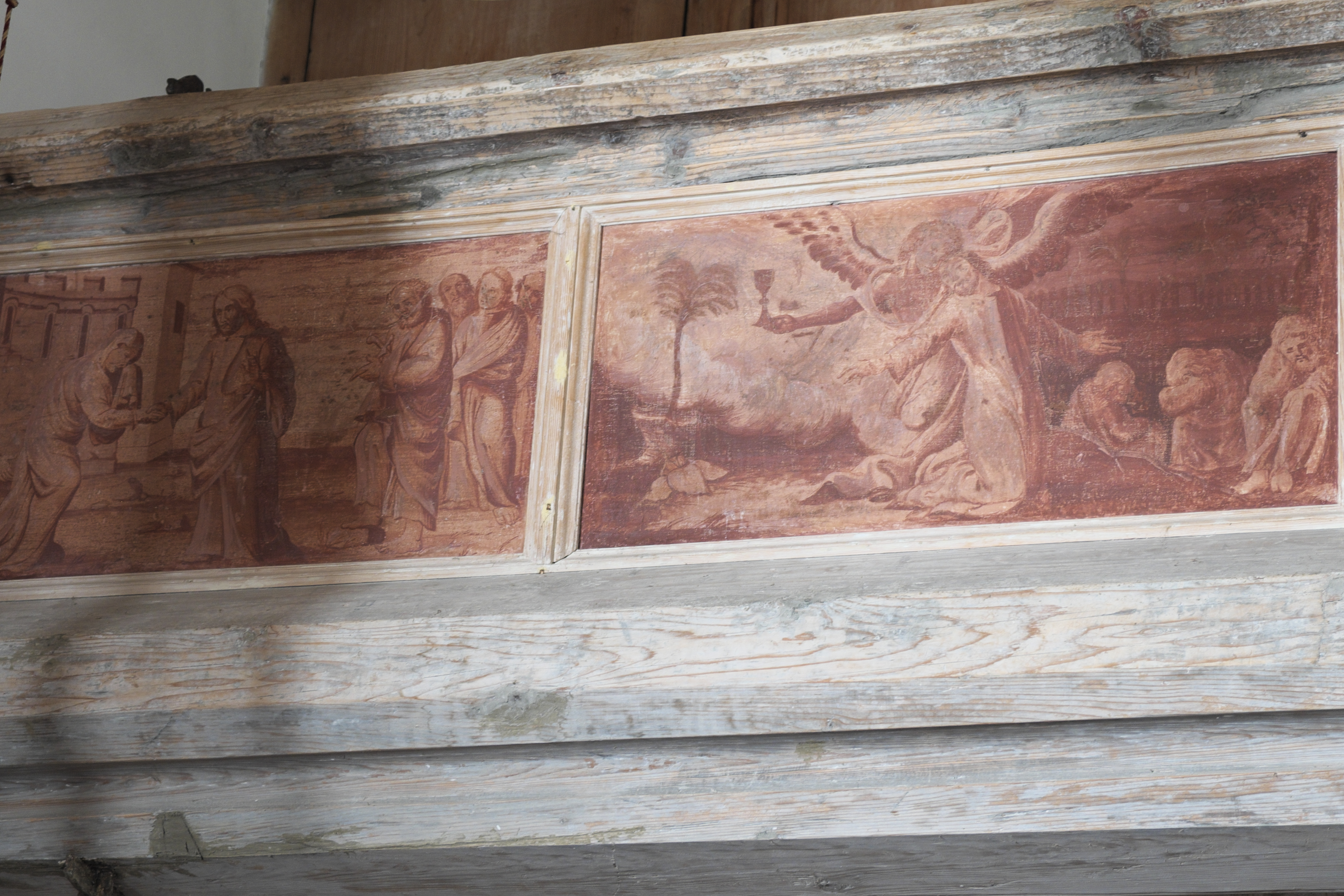
Jesus nimmt Abschied von seiner Mutter, Jesus am Ölberg
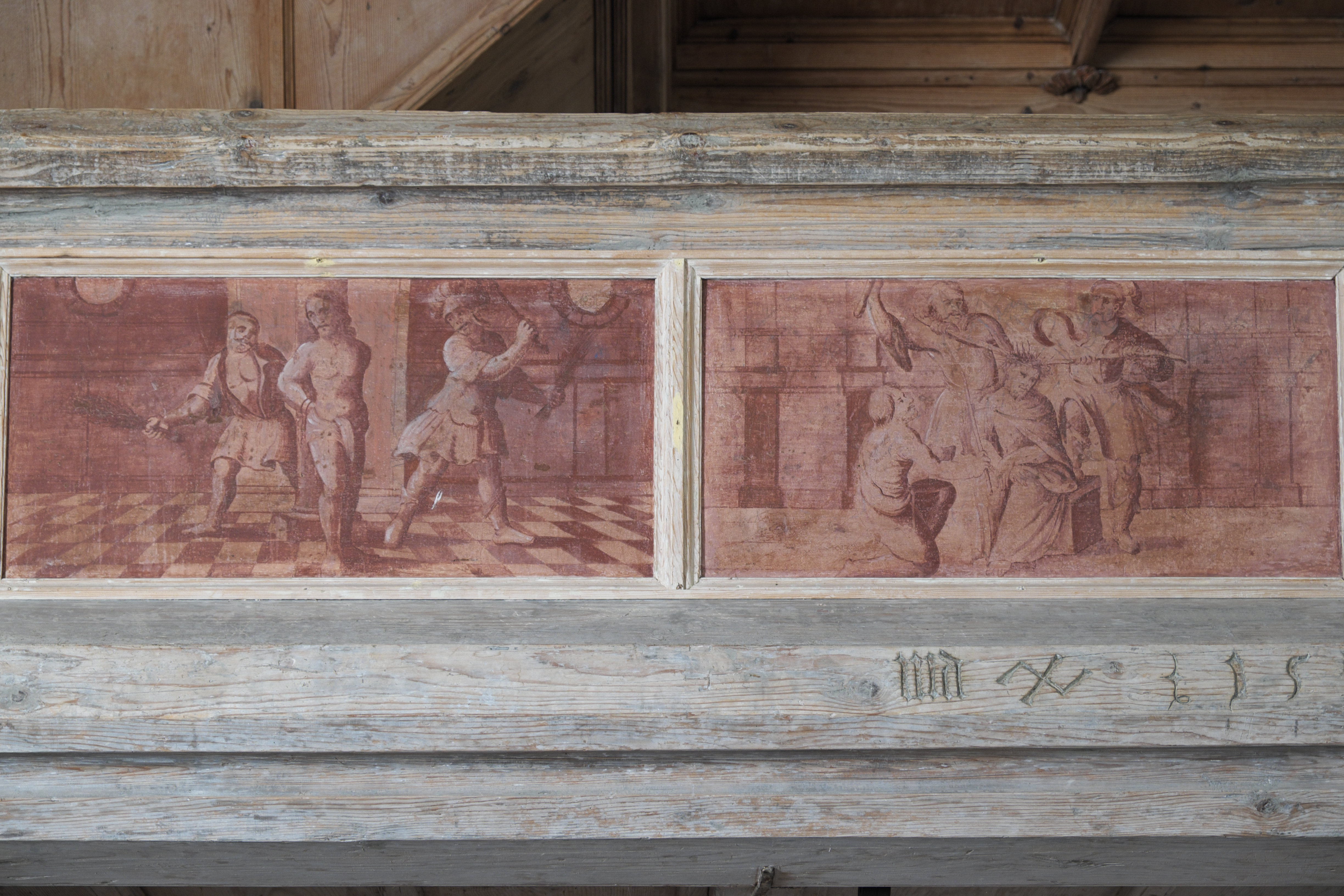
Geißelung und Dornenkrönung
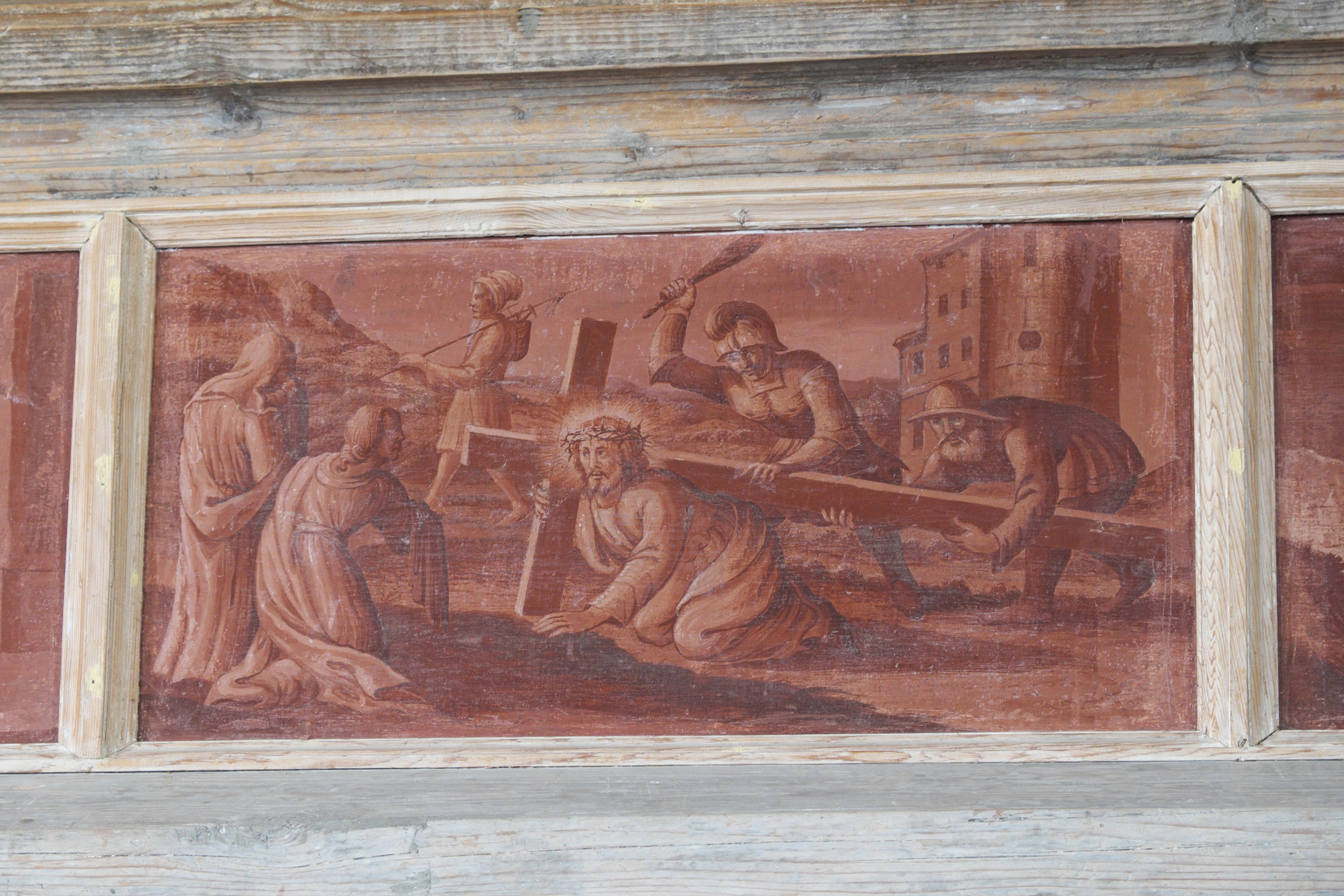
Jesus fällt unter dem Kreuz, er begegnet den weinenden Frauen von Jerusalem, Simon von Cyrene hilft, das Kreuz zu tragen
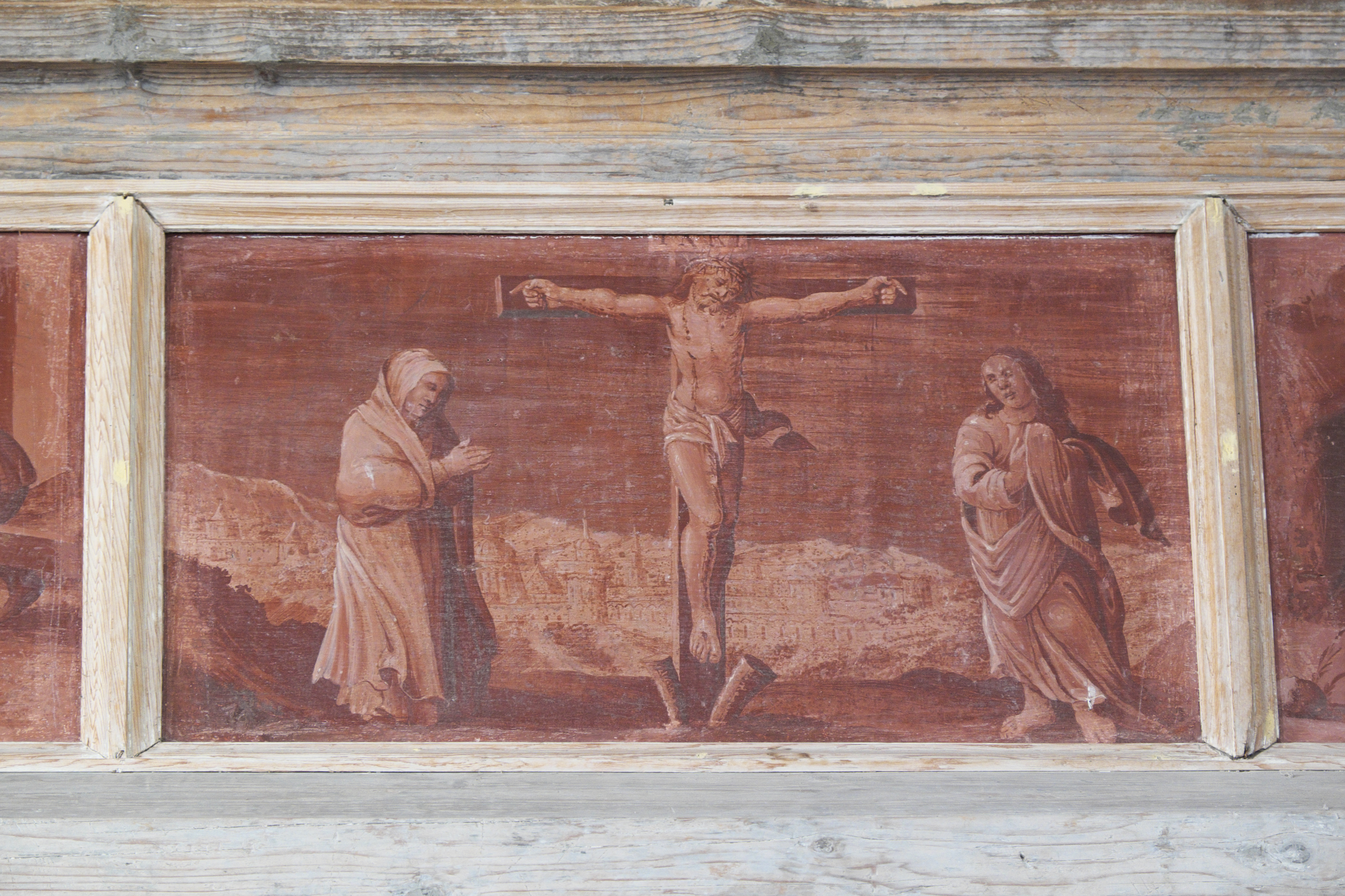
Kreuzigung

## Ausstattung

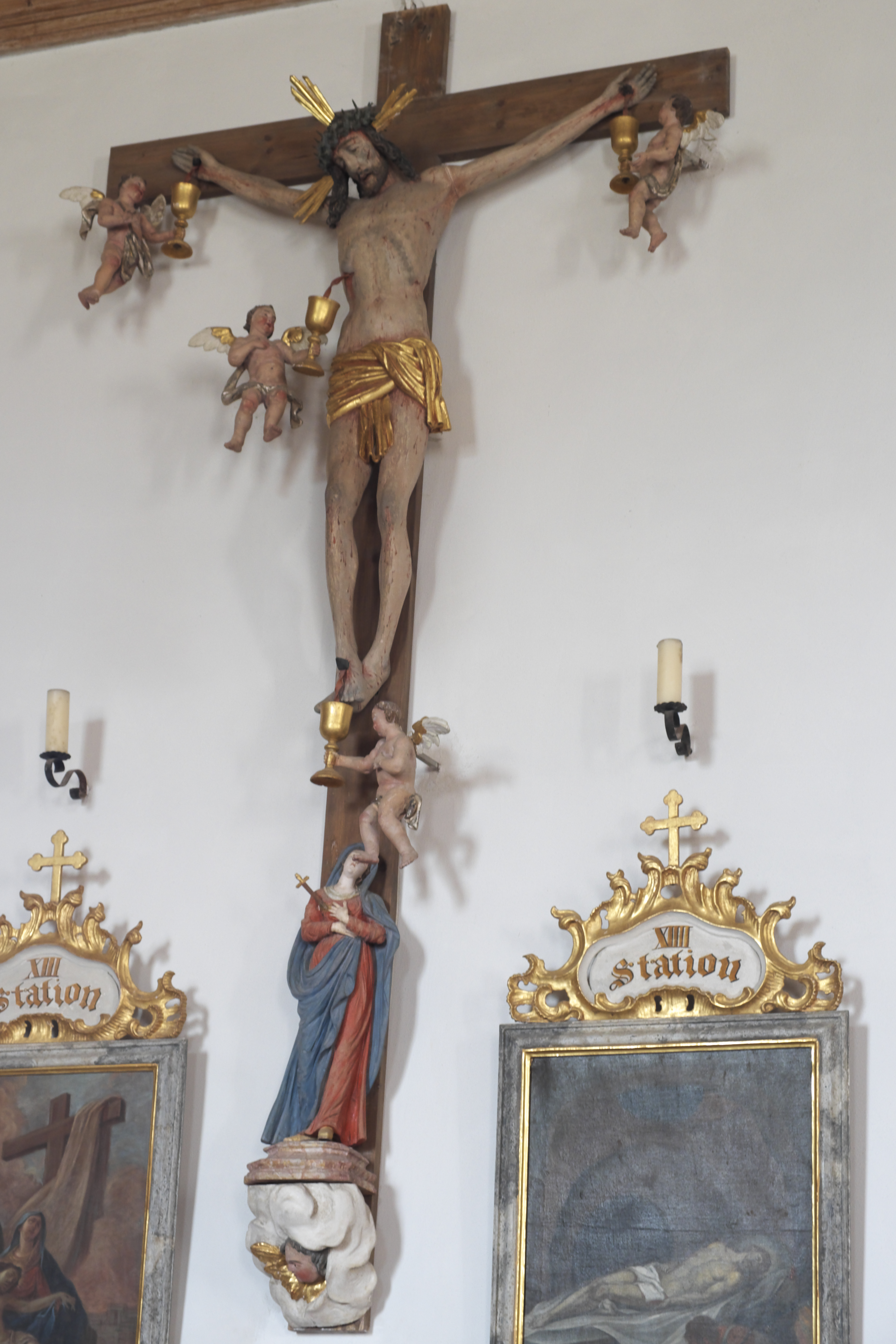
Kruzifix

- Der spätbarocke Hochaltar von 1728 wird von vier marmorierten Säulen gerahmt. Das Altarblatt stellt die Kirchenpatronin Maria Magdalena mit ihren Attributen, dem Salbgefäß, der Geißel und dem Totenkopf dar. Auf dem Altarauszug sieht man das Wappen von Magnus Pracht, der von 1715 bis 1729 Abt des Klosters Steingaden war. Die seitlichen Figuren stellen links den heiligen Nikolaus und rechts den heiligen Martin dar. Der heilige Nikolaus hält ein Buch in der Hand, auf dem drei goldene Kugeln liegen, zu Füßen des heiligen Martins kauert eine Gans.
- Der nördliche Seitenaltar ist mit der Jahreszahl 1663 bezeichnet. Auf dem Altarblatt sind die vierzehn Nothelfer dargestellt, auf der linken Seite steht die Figur von Johannes dem Täufer, auf der rechten Seite der heilige Wolfgang, der Bischof von Regensburg. Der Geißelchristus auf der Altarmensa ist eine Kopie des Gnadenbildes des Gegeißelten Heilands der Wieskirche bei Steingaden.
- Der südliche Seitenaltar stammt von 1770. Das Altarblatt zeigt den heilgen Vitus. Die beiden Assistenzfiguren, der heilige Ulrich, Bischof von Augsburg, und der heilige Konrad, Bischof von Konstanz, werden um 1510 datiert.
- Die Rokoko-Kanzel an der Südseite des Langhauses wurde vermutlich um 1750 angefertigt.
- An der Nordseite des Langhauses hängt ein frühbarockes Kruzifix, vier Engel fangen in Kelchen das Blut auf, das aus den Wunden Jesu fließt. Unter dem Kreuz steht eine Schmerzensmutter.
- Das Ölgemälde an der Nordwand schildert den Tod der Prämonstratenser-Äbtissin Gertrud von Altenberg, der Tochter Elisabeths von Thüringen, deren Seele im Himmel vom Ordensgründer Norbert von Xanten in Empfang genommen wird.
- Unter der Empore erinnert eine Gedenktafel aus rotem Marmor an die gefallenen und an die aus dem Krieg zurückgekehrten Soldaten des Ersten Weltkriegs.

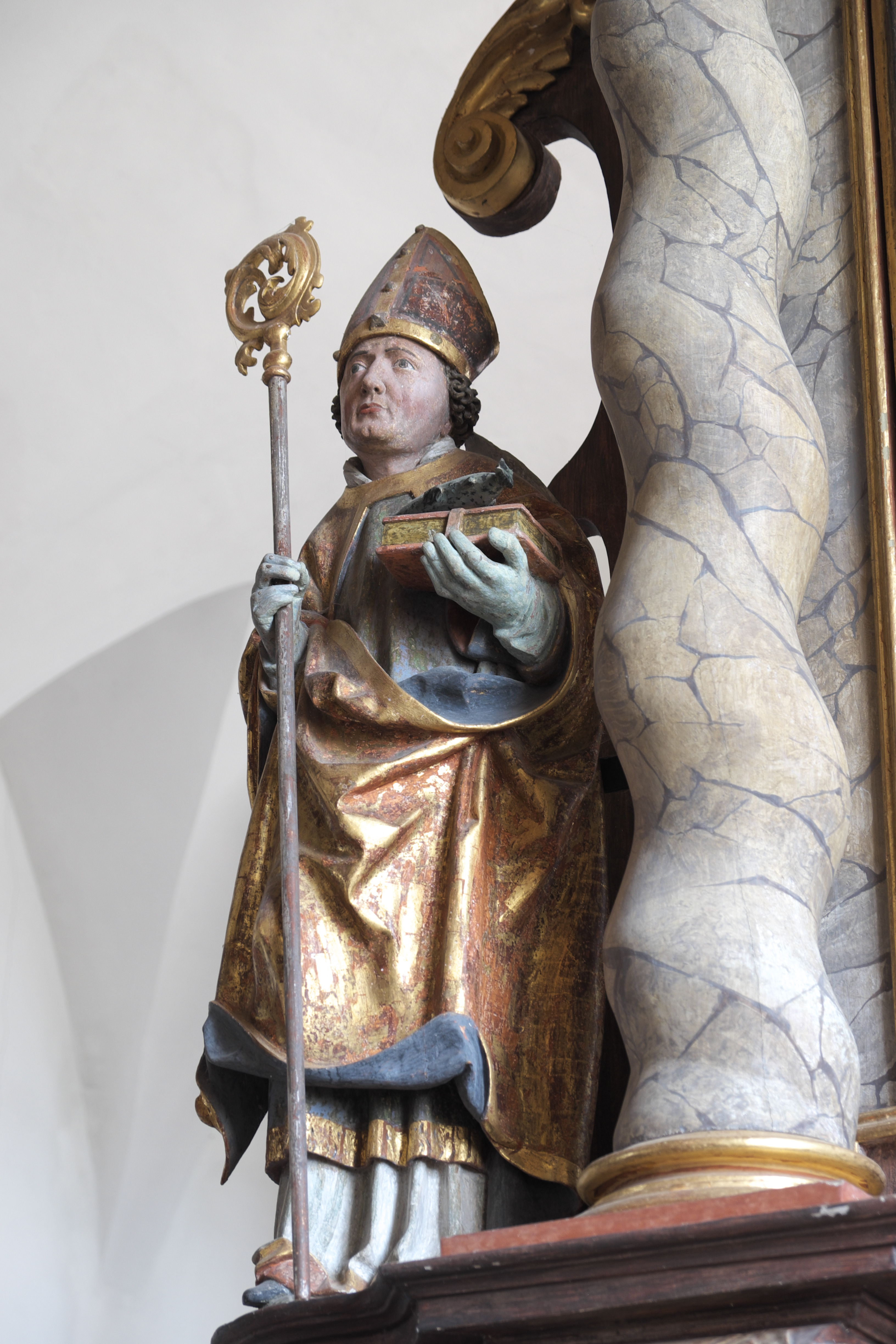
Heiliger Ulrich am rechten Seitenaltar
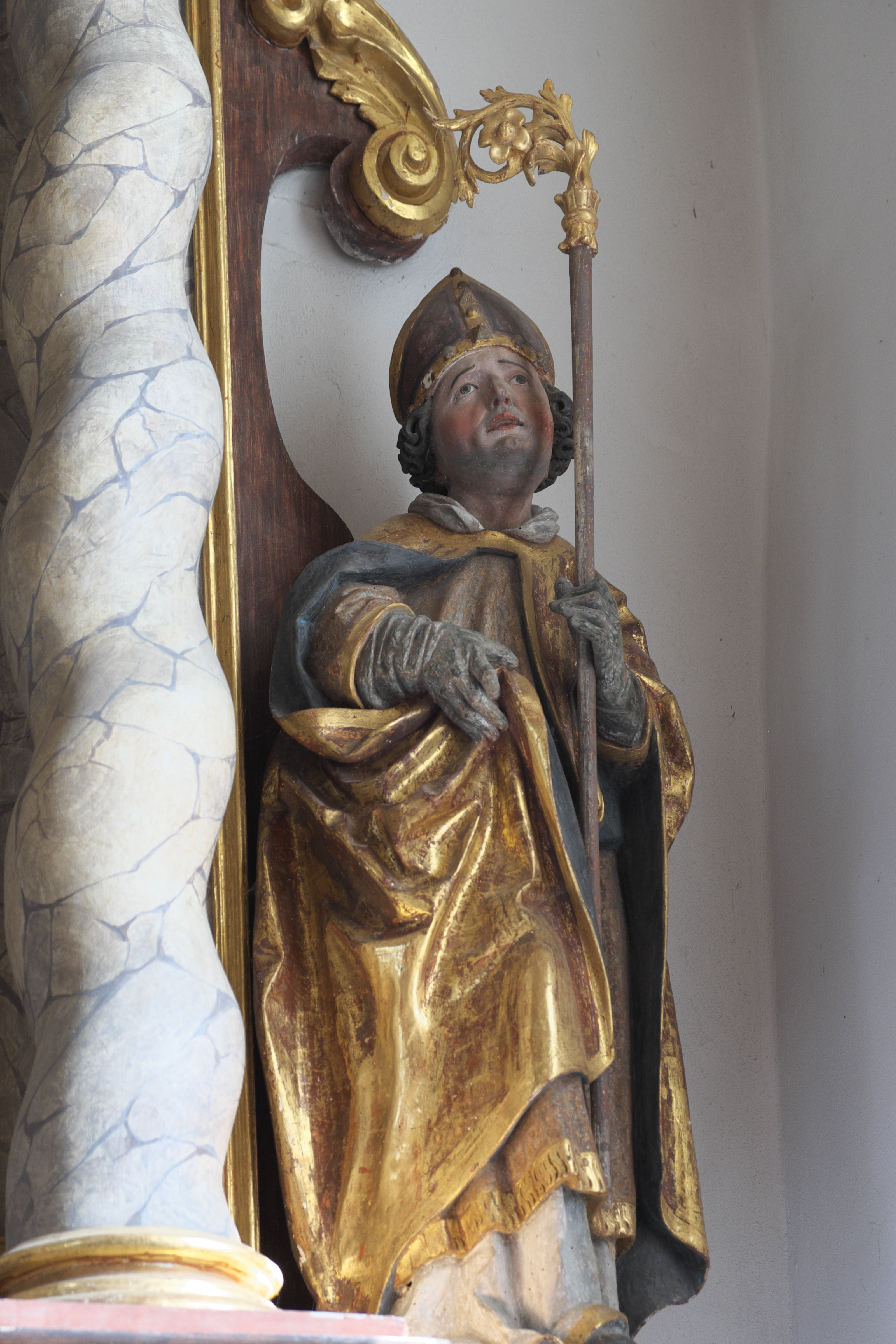
Heiliger Konrad am rechten Seitenaltar
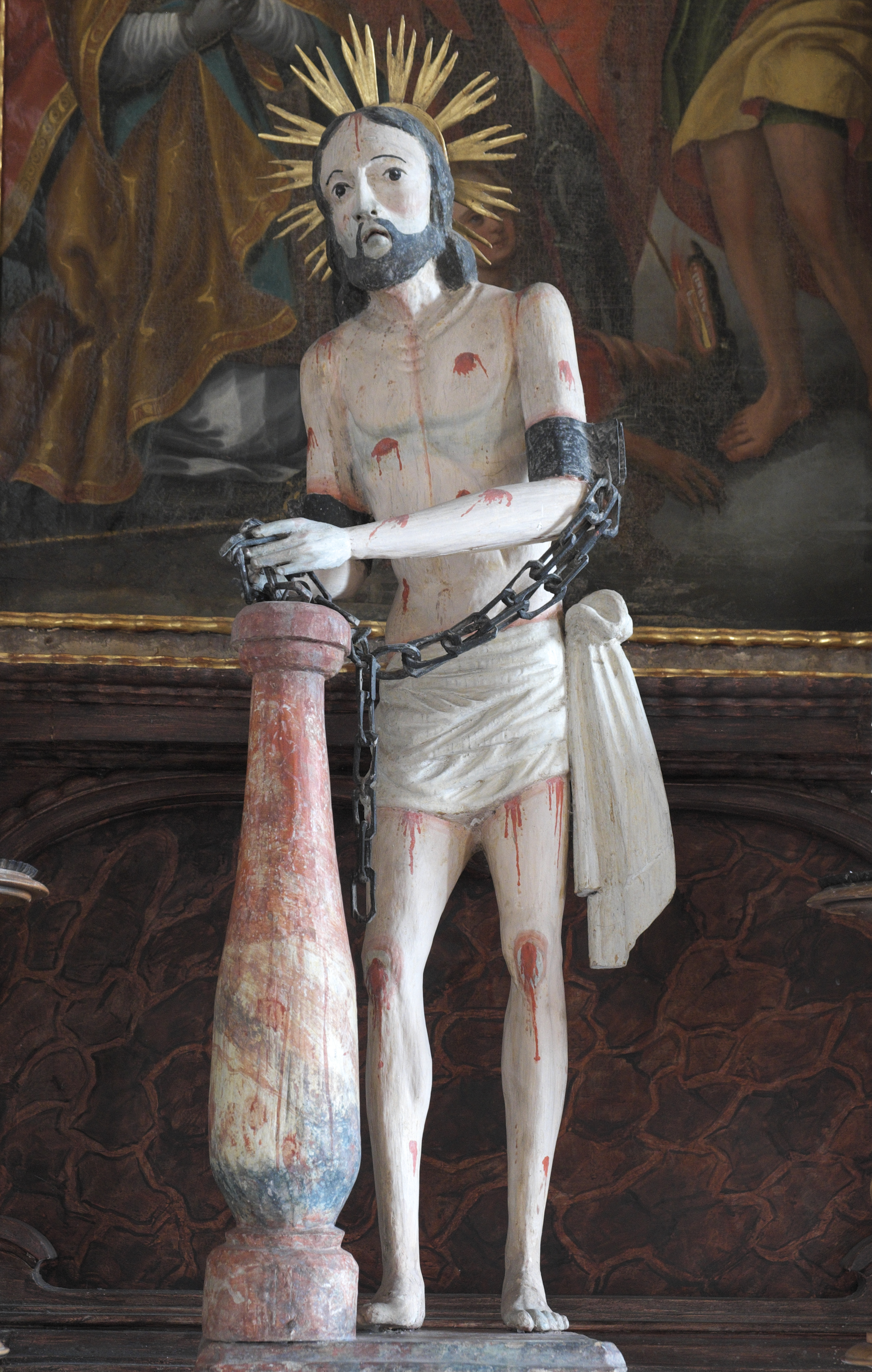
Kopie des Gegeißelten Heilands der Wieskirche am linken Seitenaltar
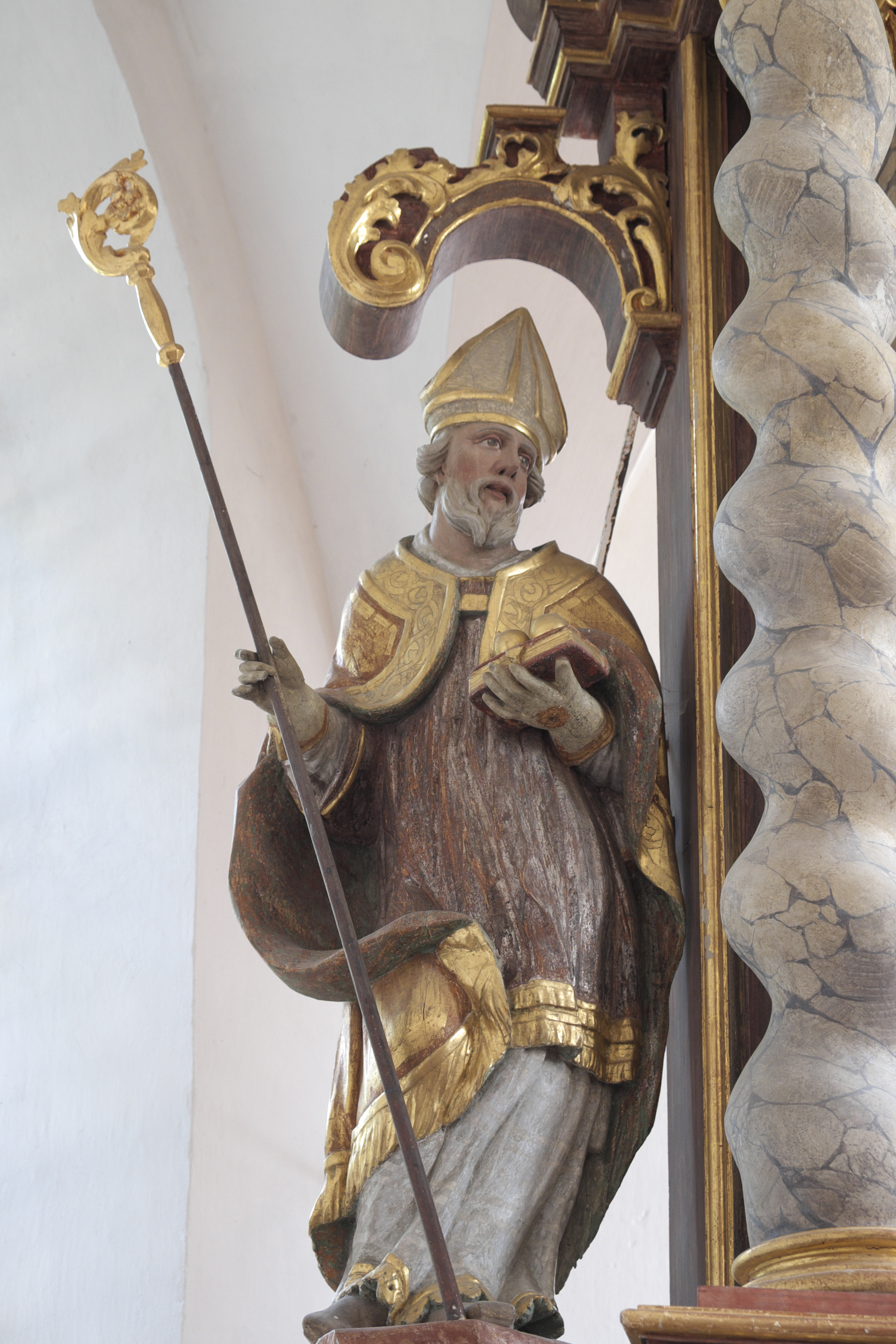
Heiliger Nikolaus am Hochaltar